# Badeborner Weg 4 (Quedlinburg)

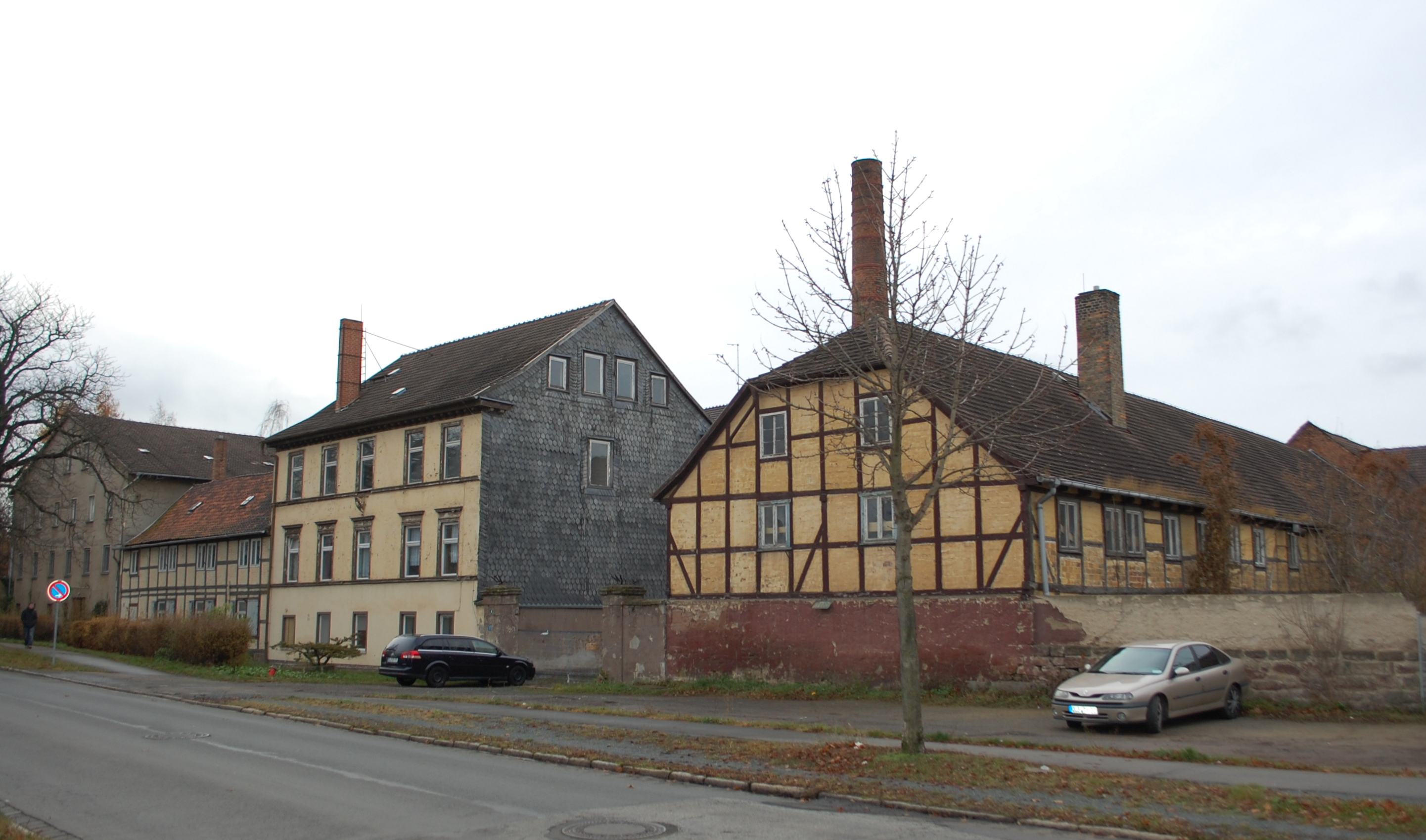
Badeborner Weg 4

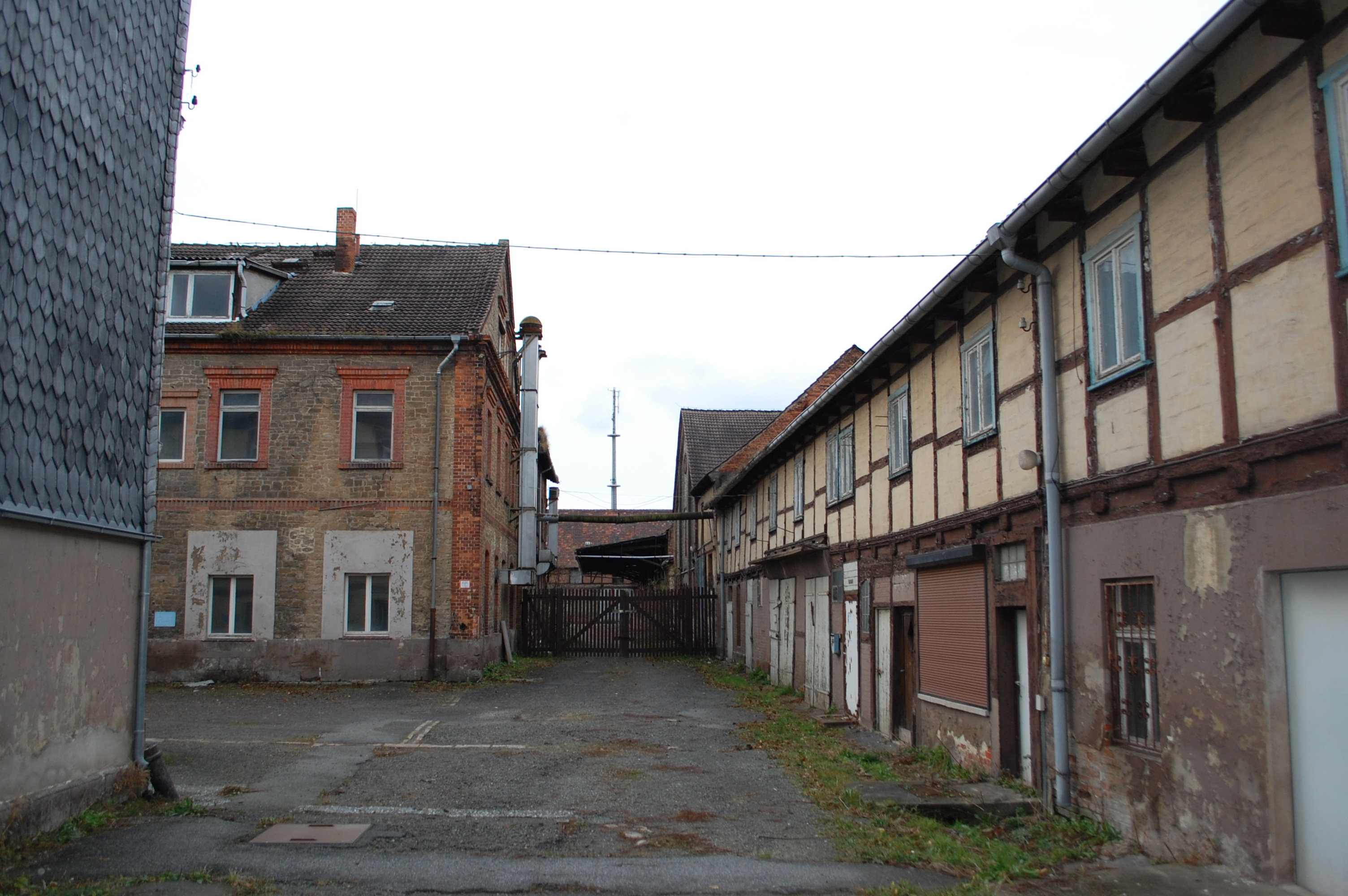
Blick auf den Hof

Die Fabrikanlage Badeborner Weg 4 ist ein denkmalgeschützter Gebäudekomplex in der Stadt Quedlinburg in Sachsen-Anhalt.

## Lage
Das Areal befindet sich südöstlich der Quedlinburger Innenstadt. Nördlich des Geländes führt die Eisenbahnstrecke zum Bahnhof Quedlinburg entlang. Das Anwesen ist im Quedlinburger Denkmalverzeichnis eingetragen.

## Architektur und Geschichte
Im Jahr 1834 gründete der Kaufmann Georg Christian Hanewald die Zuckerfabrik. Es handelte sich um eine der ersten Zuckerfabriken im Regierungsbezirk Magdeburg. David Sachs übernahm die Anlage dann in der zweiten Hälfte des 19. Jahrhunderts und zum Saatzuchtbetrieb umgebaut.
Zur Straßenseite hin befinden sich traufständige Wohnhäuser. Bei dem Südlicheren handelt es sich um ein zweigeschossiges Fachwerkhaus. Der nördlichere, dreigeschossige Bau entstand ebenfalls in Fachwerkbauweise, ist jedoch verputzt. Eine Scheune mit massiv errichtetem Untergeschoss und aufgesetztem Fachwerk reicht tief in das Hofgelände hinein. Besonders dominant wirkt eine aus Bruchsteinen gemauerte Scheune, bis zu deren Dachfirst ein aus Industriefachwerk errichteter Anbau reicht.
Umgeben ist das Anwesen von einer aus Natursteinen errichteten Mauer.